# چند متر مکعب عشق

پوستر چند متر مکعب عشق

چند متر مکعب عشق فیلمی به کارگردانی و نویسندگی جمشید محمودی و تهیه‌کنندگی نوید محمودی محصول سال ۱۳۹۲ است. این فیلم به سبک عاشقانه (رمانتیک)، در فضایی تلخ و به زبان‌های فارسی و فارسی دری محصول مشترک ایران و افغانستان است.
این فیلم در هفدهمین جشن سینمای ایران برنده تندیس و دیپلم افتخار بهترین فیلم، بهترین کارگردانی، بهترین فیلمنامه، بهترین بازیگر نقش اول مرد، بهترین تدوین، بهترین نقش مکمل مرد، بهترین طراحی صحنه و معرفی استعداد نوین شد.

## خلاصه فیلم
عبدالسلام (نادر فلاح) که یک مهاجر افغان است، به همراه دخترش مرونا (حسیبا ابراهیمی) در یک کارگاه مشغول کار و زندگی است. مرونا عاشق صابر (ساعد سهیلی) یکی از کارگران کارگاه است. بعد از مدتی که مرونا قصد رفتن از ایران را دارد صابر بالأخره موضوع را با عبدالسلام در میان می‌گذارد و با مخالفت شدید او مواجه می‌شود. در پایان زمانی که صابر و مرونا در کانتینر کهنه همیشگی قرار گذاشتند تا چاره‌ای پیدا کنند ناگهان متوجه می‌شوند که کانتینر در حال پرس شدن است..

## بازیگران
| بازیگر          | نقش                      |
| ساعد سهیلی      | صابر                     |
| حسیبا ابراهیمی  | مرونا                    |
| نادر فلاح       | عبدالسلام، پدر مرونا     |
| علیرضا استادی   | آقای صباحی، مسئول کارگاه |
| مسعود میرطاهری  | غفور، کارگر کارگاه       |
| افشین سلیمان‌پور | قربان، کارگر کارگاه      |

## جوایز و افتخارات

### داخلی
- سیمرغ بلورین بهترین فیلم بخش نگاه نو سی و دومین دوره جشنواره فیلم فجر - ۱۳۹۲
- سیمرغ بلورین بهترین کارگردانی (جمشید محمودی) بخش نگاه نو سی و دومین دوره جشنواره فیلم فجر - ۱۳۹۲
- تندیس شایستگی و دیپلم افتخار بهترین کارگردانی (جمشید محمودی) هفدهمین دوره جشن خانه سینما - ۱۳۹۴
- تندیس شایستگی و دیپلم افتخار بهترین فیلم‌نامه (جمشید محمودی) هفدهمین دوره جشن خانه سینما - ۱۳۹۴
- تندیس شایستگی و دیپلم افتخار بهترین تدوین (سپیده عبدالوهاب) هفدهمین دوره جشن خانه سینما - ۱۳۹۴
- تندیس شایستگی و دیپلم افتخار بهترین بازیگر نقش اول مرد (ساعد سهیلی) هفدهمین دوره جشن خانه سینما - ۱۳۹۴
- تندیس شایستگی و دیپلم افتخار بهترین بازیگر نقش مکمل مرد (نادر فلاح) هفدهمین دوره جشن خانه سینما - ۱۳۹۴
- تندیس شایستگی و دیپلم افتخار بهترین طراحی صحنه (آبتین برقی) هفدهمین دوره جشن خانه سینما - ۱۳۹۴
- تندیس شایستگی و دیپلم افتخار بهترین کارگردانی فیلم اول (جمشید محمودی) هفدهمین دوره جشن خانه سینما - ۱۳۹۴

### خارجی
- جایزه شتر طلایی بهترین کارگردان (جمشید محمودی) جشنواره بین‌المللی فیلم جایپور ۲۰۱۴
- جایزه بهترین فیلمبرداری (مرتضی غفوری) جشنواره بین‌المللی فیلم جایپور ۲۰۱۴
- جایزه بهترین جلوه ویژه حلقه جهانی تورنتو ۲۰۱۴
- جایزه بهترین بازیگر نقش اول مرد (ساعد سهیلی) جشنواره بین‌المللی فیلم رَباط «مراکش»